# The Keep (álbum)
The Keep es la vigésimo cuarta banda sonora compuesta por el grupo alemán de música electrónica Tangerine Dream. Publicada en noviembre de 1997 por el sello TDI se trata de la música compuesta para la película homónima de terror y fantasía, titulada en España El Torreón, dirigida por Michael Mann y protagonizada por Scott Glenn, Ian McKellen y Alberta Watson.

## Producción
Basada en la novela homónima del escritor Francis Paul Wilson la película está ambientada en Rumania, durante la Segunda Guerra Mundial, cuando un destacamento del ejército alemán que se defiende de las tropas aliadas decide acuartelarse en una extraña fortificación a pesar de las advertencias de los lugareños. Fue la segunda ocasión en que Michael Mann requiriera de Tangerine Dream para la elaboración de una banda sonora, tras la experiencia de Thief (1981).
Tangerine Dream, entonces integrado por Edgar Froese, Christopher Franke y Johannes Schmoelling, compusieron la banda sonora en febrero de 1983 en los estudios que el grupo poseía en Berlín. Contratados entonces por Virgin Records los planes iniciales de publicación por parte de la discográfica para 1984 se vieron comunicados, pospuestos y cancelados a lo largo de los años debido a un conflicto con los derechos de autor. Ello no impidió la publicación de ediciones no oficiales como la realizada en 1995 a partir de un máster de grabación remitido al estudio cinematográfico y de una emisión radiofónica realizada en Alemania en 1985. En 1997 el sello TDI, propiedad de Froese, anunció la finalización de la masterización de las canciones originales para su publicación oficial en formato de disco compacto.  

"Edgar (Froese) ha invertido más de seis semanas para adaptar el material de principios de los años 1980 al formato de disco compacto. Jerome (Froese) finalmente completó las masterización DQC. El álbum contiene la mayor parte de las canciones conocidas por la película y algunas canciones que no fueron utilizadas siguiendo el criterio de Michael Mann"
Eastgate Music Shop (1997) 

Se realizó una primera publicación de 150 copias, a la venta durante la gira que realizaron en Reino Unido, anticipando la publicación de la banda sonora que Virgin Records anunció para 1998 y que, finalmente, no se cumplió. A finales de 1999 TDI volvió a realizar una edición, de 300 copias, con un cambio en diseño gráfico y que se vendía en un pack conjuntamente con la banda sonora Great Wall Of China (1999). Posteriormente se publicaron nuevas versiones no oficiales pero siempre en tiradas muy limitadas. Debido a ello este álbum se considera uno de los objetos de coleccionismo más importantes de toda la discografía del grupo.

## Lista de canciones
| N.º   | Título                      | Escritor(es)                                         | Duración |  |
| 1.    | «Puer Natus Est Nobis»      | Thomas Tallis                                        | 3:09     |  |
| 2.    | «Ancient Powerplant»        | Edgar Froese                                         | 4:28     |  |
| 3.    | «The Silver Seal»           | Edgar Froese Johannes Schmoelling                    | 3:07     |  |
| 4.    | «Voices From A Common Land» | Edgar Froese Christopher Franke Johannes Schmoelling | 4:06     |  |
| 5.    | «Arx Allemand»              | Edgar Froese                                         | 4:24     |  |
| 6.    | «The Night In Romania»      | Edgar Froese                                         | 3:15     |  |
| 7.    | «Canzone»                   | Edgar Froese Johannes Schmoelling                    | 2:51     |  |
| 8.    | «Sign In The Dark»          | Edgar Froese                                         | 4:19     |  |
| 9.    | «Weird Village»             | Edgar Froese Johannes Schmoelling                    | 3:23     |  |
| 10.   | «Love And Destiny»          | Edgar Froese Johannes Schmoelling                    | 3:31     |  |
| 11.   | «The Challenger's Arrival»  | Edgar Froese                                         | 4:32     |  |
| 12.   | «Supernatural Accomplice»   | Edgar Froese                                         | 4:07     |  |
| 13.   | «Parallel Worlds»           | Edgar Froese Johannes Schmoelling                    | 4:29     |  |
| 14.   | «Truth And Fiction»         | Edgar Froese                                         | 2:52     |  |
| 15.   | «Wardays Sunrise»           | Edgar Froese                                         | 3:20     |  |
| 16.   | «Heritage Survival»         | Edgar Froese Christopher Franke Johannes Schmoelling | 4:13     |  |
| 60:06 |                             |                                                      |          |  |

## Personal
- Edgar Froese - teclados, guitarra, vocoder, ingeniería de grabación y producción
- Christopher Franke - teclados, sintetizadores e ingeniería de grabación
- Johannes Schmoelling - teclados, programación e ingeniería de grabación
- Jerome Froese - masterización
- Bob Badamy - supervisión musical